# Felidae (film)
Felidae är en tysk animerad noir thrillerfilm från 1994 baserad på Akif Pirinçcis roman Felidae från 1989. Filmen regisserades av Michael Schaack och producerades av Trickompany, medan manuset skrevs av Akif Pirinçci, Martin Kluger och Stefaan Schieder. Filmen handlar i huvudsak om en intelligent tamkatt, Francis, och hans undersökande av de hemska mord som nyligen ägt rum i hans bostadsområde.

## Handling
En grönögd svart och vit hankatt som heter Francis flyttar in med sin ägare i ett övergivet hus i ett nytt bostadsområde. Francis hinner knappt sätta sin tass genom dörröppningen innan han upptäcker en främmande katts mördade kropp. Blåskägg, en lokal gatukatt, är övertygad om att detta, men även om att tre andra mord, var begångna av en 'konservöppnare' (slang för människa). Francis samtycker inte med Blåskäggs hypotes, och sedan han fått reda på mer om morden blir han bara säkrare på att mördaren de söker efter är en katt, men även om att offren hade en viss koppling - de hade varit sexuellt upphetsade när de dött.
Under sin utredning assisteras Francis av det våldsamma matvraket Blåskägg, den blinde, men vise Felicitas, och den gamle teknologiförståndiga Pascal som nyligen blivit diagnostiserad med magcancer. Francis blir även drabbad av skrämmande och intensiva mardrömmar som erbjuder insyn i mördarens tankesätt, eller åtminstone vad Francis uppfattar det som. Francis träffar så småningom på den lokala mobbaren Kong och hans gäng som består av två steriliserade katter som båda heter Hermann.
Francis upptäcker att det finns en sekt som leds av katten Joker med till synes självmordsbenägna medlemmar som avgudar Claudandus. Francis får även reda på att hans nya hem brukade användas som laboratorium av den alkoholberoende människan Dr. Preterius som försökte skapa ett klister som kunde binda vävnad och läka köttsår, vilket Dr. Preterius testade genom att genomföra plågsamma och dödliga experiment på hundratals katter. En av dessa katter var Claudandus, den första katten som klistret hade funkat på, vilket förstärkte intresset hos Dr. Preterius. Dr. Preterius fortsatte studera och utföra vivisektioner på Claudandus. Dr. Preterius blev alltmer alkoholberoende och sinnessjuk för varje gång hans experiment misslyckades. En dag hade Claudandus fått nog och attackerade forskaren när han utmanade honom till en duell. Efter Dr. Preterius och Claudandus förmodade död, blev det övergivna laboratoriet mötesplatsen för Claudandus Sekten som tror att Claudandus hade krafter som kunde hjälpa kattarten att utvecklas till något större. Vissa av medlemmarna tror även att Claudandus fortfarande existerar i ett annat liv och att de genom rituellt självmord kan förvärva perfektion. Det har också insinuerats att vissa av katterna (så som Kong och Blåskägg) var offer i Dr. Preterius experiment.
Efter att Blåskägg komiskt klättrat upp för ett träd, finner han Joker död och det avslöjas så småningom att Claudandus fortfarande lever. Joker lät Claudandus mörda honom så att sektens hemligheter skulle förbli dolda. Gammal och förbittrad söker Claudandus nu hämnd mot mänskligheten och kallar den för det enda sanna ondskefulla djuret på jorden. Genom avel försöker han att skapa en ny ras av kattdjur, en ras som är så perfekt att den kan överta människorna. Pascal använder sig av sin ägares dator för att skapa en lista över varenda katt i området och berättar för Francis att han tror att Claudandus systematiskt mördar de katter som han anser inte är värdiga att avlas. Samtidigt berättar han för Francis om hur han har nämnt datorn efter det vetenskapliga namnet för kattdjur, Felidae.
Francis träffar en egyptisk honkatt och har sexuellt umgänge med henne resten av dagen. En natt, efter att Francis och Blåskägg har lärt sig om Gregor Mendels teori kring ärftlighet, smyger de in till Claudandus hem. Blåskägg attackeras av en okänd kraft. Medan Francis genomsöker en dator med filer angående Felidae projektet träffar han Claudandus. När Francis konfronterar honom, avslöjar Claudandus hur han talade med Dr. Preterius och lurade forskaren till att släppa ut honom från sin bur på det sättet. Claudandus berättar att han är döende och eftersom Francis är en så pass intelligent katt, hoppas Claudandus att han kommer vilja ta över projektet efter att Claudandus har dött. Francis vägrar och raderar alla filer från projektet och knuffar ner datorn på golvet. Elektriciteten från datorn gnistrar och sätter eld på huset. De två katterna börjar slåss. Striden slutar med att Francis skär upp magen på Claudandus, vilket gör det synligt att Claudandus är en mutant, precis som Dr. Preterius antog. Innan han dör, berättar Claudandus om hur han en gång var ren likt Francis.
Francis lyckades ta sig ut ur byggnaden tillsammans med den svårt skadade Blåskägg och allt som var kvar efter Claudandus och Felidae projektet förgjordes. Francis fokuserar blicken på Claudandus brinnande hem och säger optimistiskt till sig själv att det finns en ljusare framtid, där människor och Felidae kan leva sida vid sida.

## Rollista
| Karaktär        | Tyskland                    | USA                       |
| --------------- | --------------------------- | ------------------------- |
| Francis         | Ulrich Tukur                | Cary Elwes                |
| Blåskägg        | Mario Adorf                 | Michael Madsen            |
| Claudandus      | Klaus Maria Brandauer       | Christopher Lloyd         |
| Kong            | Wolfgang Hess               | J.K. Simmons              |
| Jesaja          | Helge Schneider             | Arthur Malet              |
| Dr. Preterius   | Gerhard Garbers             | John Hurt                 |
| Felicitas       | Mona Seefried               | Kath Soucie               |
| Joker           | Ulrich Wildgruber           | Burt Reynolds             |
| Gustav          | Manfred Steffen             | Bill Fagerbakke           |
| Archie          | Uwe Ochsenknecht            | Steve Buscemi             |
| Nhozemphtekh    | Michaela Amler              | Elizabeth Daily           |
| Gregor Mendel   | Christian Schneller         | Rick Jones                |
| Hermann 1 och 2 | Tobias Lelle och Frank Röth | Tom Kenny och Rob Paulsen |
| Pepeline        | Alexandra Mink              | Tabitha St. Germain       |

## Produktion
Felidae är den dyraste animerade filmen i Tyskland än idag. Enligt rapport kostade filmen totalt 10 miljoner mark. Filmen animerades till största delen av TFC Trickompany i Hamburg, där bland annat Hayo Freitag animerade Mendelsekvensen. Vissa av tecknarna animerade sina verk i andra studior som t.ex. Animationstudio Ludewig i Hamburg, Uli Meyer Animation i London, Natterjack Animation i Vancouver (där Steven Evangelatos var ansvarig tecknare), Azadart i Toronto (där Armen Melkonian var ansvarig tecknare), Mediasoft i Hamburg, Premier Films i London (där John Cousen var ansvarig tecknare), A. Film APS i Köpenhamn (där Michael Hegner var ansvarig tecknare), Dagda Film Limited i Dublin (där Paul Bolger var ansvarig tecknare), Hahn Shin Corporation i Seoul (där Shin-Mok Choi var ansvarig tecknare) och den ej tillerkända Wang Film Productions i Taiwan.

## Utgåvor
Förutom att filmen släpptes på VHS så släpptes den även i Laserdisc format med engelskt dubbning.
Den släpptes först på PAL DVD Region 2 med Dolby 5.1 och 2.0 surround för den tyska originalversionen, medan den engelska versionen var i Dolby 2.0 Extras (endast på tyska) med ett kommentarspår på DVD, trailer på tyska och en dokumentär om hur filmen var gjord. Det finns för närvarande inga planer på att släppa filmen på Blu-ray eller på Region 1 DVD.

## Filmmusik

### Låtlista
1. "Felidae" — 04:44 (Boy George/John Themis)
2. "Main Theme from Felidae" — 02:06
3. "Bluebeard - And Archie!" — 01:26
4. "Kong and His Cronies" — 02:11
5. "Celebrating the Black Mass" — 05:55
6. "Felicitas" — 01:50
7. "Pascal - The Enigma" — 01:37
8. "Mendel's Waltz" — 02:39
9. "Blood Sport" — 02:17
10. "A Gruesome Encounter" — 04:03
11. "Catacombs of Doom" — 01:01
12. "The Egyptian Dream" — 01:18
13. "Seduction Nhozemphtekh" 01:29
14. "In the Snow" — 01:14
15. "The Riddle Falls into Place" — 05:04
16. "I Am Claudandus" — 05:01

## Skillnader mellan film och roman
Längre scener och monologer är förkortade i filmen.
- I romanen ber Francis 'De Dödas Väktare' att följa med på mötet vilket han inte gör i filmen.
- I filmen läser både Francis och Blåskägg igenom boken om de antika kattdjuren tillsammans medan Francis läser den själv i romanen.
- I romanen upptäcker Francis en journal skriven av Dr. Preterius medan han istället upptäcker en video i filmen.
- I romanen då Francis räddar Blåskägg från Claudandus så uppmuntrar Blåskägg Francis medan Francis ensam duellerar Claudandus i filmen.
- I filmen är Blåskägg mycket mer i förgrunden än vad han är i romanen.
- I romanen ser Francis Felicitys 'konservöppnare' vilket han inte gör i filmen.
- I filmen träffar både Francis och Blåskägg 'De Dödas Väktare' vilket Francis gör ensam i romanen.
- Blåskägg får ett par extra repliker och sekvenser i filmen vilket för det mesta används för att klämma in lite svart komedi.
- Romanen har en epilog som förklarar mer än vad filmen gör. Filmen slutar tvärt men optimistiskt.
- Mardrömmen som Francis har i romanen om hur Deep Purple slaktar kattungar finns inte i filmen.
- I romanen dödar Francis Claudandus genom att skära halsen av honom medan han tar Claudandus liv genom att skära upp hans mage i filmen.